# Virgil van Dijk
Virgil van Dijk (Breda, 8 luglio 1991) è un calciatore olandese, difensore del Liverpool e della nazionale olandese, delle quali è capitano.
Considerato uno dei migliori difensori centrali della sua generazione, si è consacrato nel 2019, vincendo la UEFA Champions League con il Liverpool e venendo eletto Calciatore dell'anno della Premier League e Calciatore UEFA dell'anno. Nello stesso anno si è piazzato secondo nella classifica del Pallone d'oro, dietro al vincitore Lionel Messi e davanti a Cristiano Ronaldo.

## Biografia
È nato da padre olandese e madre surinamese di origine afro-cinese. Il padre abbandonò la famiglia quando Virgil e i due fratelli erano piccoli, per questo Van Dijk ha scelto di utilizzare sulla maglia solo il nome di battesimo e non il cognome del padre.

## Caratteristiche tecniche
Difensore centrale di grande fisicità, spicca per la sua capacità d'anticipo e per la pulizia negli interventi difensivi, ma si dimostra anche abile in marcatura, oltre a essere un ottimo colpitore di testa, cosa che gli permette di essere molto pericoloso sui calci piazzati; è dotato di piedi educati, che gli permettono di essere utile anche in fase di impostazione del gioco. Alle doti tecniche unisce una spiccata capacità di leadership.
Ha dimostrato di essere dotato di un grande spirito di sacrificio in più occasioni, prime tra tutte, le due partite a ridosso dell'ottobre del 2018, quando scese in campo volontariamente, pur avendo due costole rotte. In entrambe le partite, risultò essere uno dei migliori in campo.

## Carriera

### Club

#### Groningen
Van Dijk ha iniziato la sua carriera calcistica nelle giovanili del Groningen per poi passare in prima squadra dove fa il suo debutto in campionato il 1º maggio 2011 nella vittoria esterna per 4-2 contro l'ADO Den Haag. 
Durante la sua militanza nel Groningen subisce un importante intervento chirurgico per una peritonite. Come confesserà il giocatore anni più tardi, questo evento lo stava per spingere ad abbandonare il calcio per stare più vicino alla madre.
In tre stagioni totalizza 66 presenze segnando 7 reti tra Eredivisie e coppa olandese.

#### Celtic

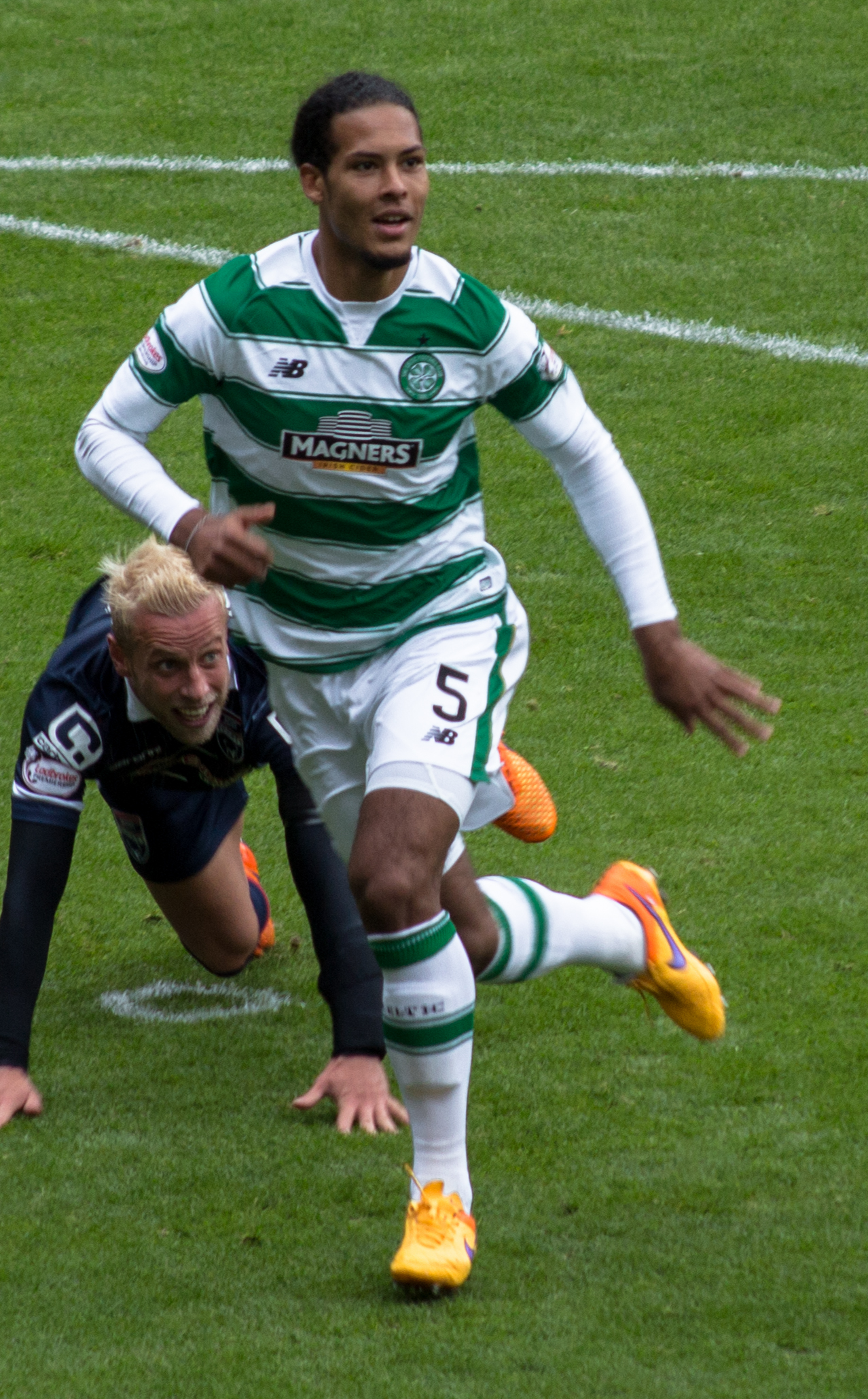
Van Dijk con la maglia del Celtic nel 2015.

Il 21 giugno 2013 viene ceduto agli scozzesi del Celtic per 2.6 milioni firmando un contratto quadriennale. Debutta il 17 agosto seguente nella vittoria esterna contro l'Aberdeen per 2-0. In tre stagioni con gli Hoops colleziona complessivamente 115 presenze e 15 reti.

#### Southampton
Il 1º settembre 2015 si trasferisce per 13 milioni agli inglesi del Southampton dove firma un contratto quinquennale. Fa il suo debutto in Premier League il 12 settembre seguente nella partita contro il West Bromwich Albion. Nella stagione 2016-2017 diventa vicecapitano del club. In due stagioni e mezza gioca 80 partite in tutte le competizioni segnando 7 reti.

#### Liverpool
Il 27 dicembre 2017 viene ufficializzato il suo trasferimento al Liverpool, per una cifra riportata dai media di 75 milioni di sterline (circa 84 milioni di euro), che ne fanno l'acquisto più costoso nella storia del club inglese nonché il quarto difensore più oneroso di sempre dopo Harry Maguire, Matthijs de Ligt e Joško Gvardiol. Il 5 gennaio 2018 fa il suo esordio con la nuova maglia, nel derby di FA Cup vinto per 2-1 contro l'Everton, decidendo la partita con un gol all'84º minuto di gioco. Nel corso delle settimane si afferma rapidamente come uno dei punti fermi della squadra, contribuendo al raggiungimento della finale di Champions League poi persa per 1-3 contro il Real Madrid. A fine stagione viene inserito nella squadra ideale della Champions League.

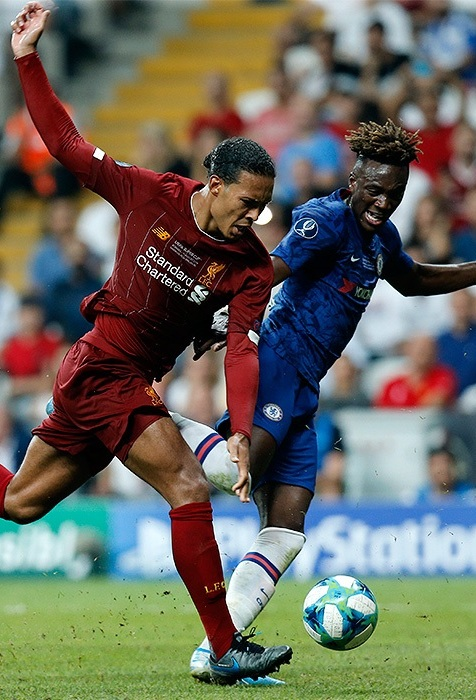
Van Dijk in contrasto con il giocatore del Chelsea Tammy Abraham durante una fase di gioco della Supercoppa UEFA 2019.

Il primo gol in Premier League con la maglia del Liverpool arriva l'anno successivo, durante la partita contro il Wolverhampton del 21 dicembre 2018. Il 27 febbraio 2019, in occasione della gara casalinga contro il Watford, segna la sua prima doppietta con i Reds. Il 13 marzo successivo segna anche il suo primo gol in Champions League, in occasione della vittoria esterna per 3-1 contro il Bayern Monaco agli ottavi di finale. Il 1º giugno si laurea campione d'Europa sconfiggendo 2-0 il Tottenham, nella finale di Champions League giocata al Wanda Metropolitano di Madrid. Sarà premiato come miglior giocatore della partita, aggiungendo così un altro premio individuale a quello di PFA's Best Player of the Year. Il suo eccellente rendimento è confermato da una singolare statistica: nel corso della stagione 2018-2019 viene saltato in dribbling una sola volta, in nazionale, durante la partita di Nations League Germania-Paesi Bassi.
Il 14 agosto 2019 vince la Supercoppa UEFA battendo ai tiri di rigore per 5-4 il Chelsea (i tempi supplementari erano terminati con il risultato di 2-2). Il 29 agosto successivo viene premiato come miglior difensore della stagione europea nonché come UEFA Men's Player of the Year. Nel dicembre successivo prende parte alla Coppa del mondo per club, vinta battendo in finale il Flamengo per 1-0 ai tempi supplementari. In Premier League il Liverpool tiene un ritmo insostenibile per le inseguitrici: dopo un inizio perfetto con 24 punti conquistati nelle prime otto giornate, conclude infatti il girone d'andata da imbattuto e con diciotto vittorie su diciannove partite, eguagliando inoltre il record di diciotto vittorie consecutive (a febbraio 2020). Dopo la pausa causata dall'emergenza COVID-19, alla ripresa del campionato, il 24 giugno 2020 il Liverpool supera il Crystal Palace e il giorno successivo, grazie alla sconfitta per 2-1 del Manchester City in casa del Chelsea, viene decretato matematicamente campione d'Inghilterra per la diciannovesima volta (la prima dall'istituzione della Premier League) e a trent'anni dall'ultima affermazione. In tale occasione, il Liverpool fa segnare anche il record per il titolo conquistato con il maggior anticipo (sette giornate) e quello per il distacco maggiore dalla seconda (23 punti al momento della vittoria matematica).
Il 17 ottobre 2020, in occasione del match di Premier League contro l'Everton, riporta la rottura del legamento crociato dopo uno scontro con il portiere avversario Jordan Pickford, ed è costretto a terminare in anticipo la stagione.
Nella stagione 2021-2022, raggiunge nuovamente la finale di Champions League, persa contro il Real Madrid per 1-0.
Il 31 luglio 2023, dopo la partenza di Jordan Henderson, viene nominato nuovo capitano dei Reds.

### Nazionale
Tra il 2011 e il 2013 colleziona una presenza con la nazionale Under-19 e qualche apparizione con la nazionale Under-21.
Debutta in nazionale maggiore il 10 ottobre 2015, a 24 anni, giocando da titolare nella partita vinta dagli Orange per 2-1 contro il Kazakistan ad Astana, valida per le qualificazioni a Euro 2016. Da lì in poi diviene un punto fermo della difesa olandese, ma con i CT Danny Blind e Dick Advocaat la nazionale fallisce la qualificazione per l'Europeo 2016 e per il Mondiale 2018.
Nel marzo 2018 viene nominato nuovo capitano della squadra dal neo CT Ronald Koeman. Dopo avere indossato per la prima volta la fascia il 23 marzo 2018 nell'amichevole contro l'Inghilterra (persa 1-0), alla seconda gara da capitano giocata 3 giorni più tardi segna la sua prima rete in nazionale nel successo per 3-0 contro il Portogallo.
Nel giugno 2019 arriva con gli Oranje fino alla finale della neonata Nations League, cedendo tuttavia 0-1 al Portogallo; sul piano personale, viene inserito nel Team of the Tournament relativo le final four della competizione. Dopo aver preso parte alle qualificazioni non viene convocato per euro 2020 svoltosi nel 2021. Con il ritorno di Louis van Gaal sulla panchina olandese partecipa alle qualificazione del mondiale del 2022, dove viene convocato e gioca tutte le 5 partite da capitano e nei quarti di finale sbaglia il primo rigore degli Oranje che vengono eliminati 3-4 dall'Argentina di Scaloni.

## Statistiche

### Presenze e reti nei club
Statistiche aggiornate al 16 agosto 2025
| Stagione           | Squadra            | Campionato         | Campionato | Campionato | Coppe nazionali | Coppe nazionali | Coppe nazionali | Coppe continentali | Coppe continentali | Coppe continentali | Altre coppe | Altre coppe | Altre coppe | Totale | Totale |
| Stagione           | Squadra            | Comp               | Pres       | Reti       | Comp            | Pres            | Reti            | Comp               | Pres               | Reti               | Comp        | Pres        | Reti        | Pres   | Reti   |
| ------------------ | ------------------ | ------------------ | ---------- | ---------- | --------------- | --------------- | --------------- | ------------------ | ------------------ | ------------------ | ----------- | ----------- | ----------- | ------ | ------ |
| 2010-2011          | Groningen          | ED                 | 2+3        | 0+2        | CO              | 0               | 0               | -                  | -                  | -                  | -           | -           | -           | 5      | 2      |
| 2011-2012          | Groningen          | ED                 | 23         | 3          | CO              | 1               | 0               | -                  | -                  | -                  | -           | -           | -           | 24     | 3      |
| 2012-2013          | Groningen          | ED                 | 32+2       | 2          | CO              | 3               | 0               | -                  | -                  | -                  | -           | -           | -           | 37     | 2      |
| Totale Groningen   | Totale Groningen   | Totale Groningen   | 57+5       | 5+2        |                 | 4               | 0               |                    | -                  | -                  |             | -           | -           | 66     | 7      |
| 2013-2014          | Celtic             | SP                 | 36         | 5          | SC+CdL          | 2+1             | 0               | UCL                | 8                  | 0                  | -           | -           | -           | 47     | 5      |
| 2014-2015          | Celtic             | SP                 | 35         | 4          | SC+CdL          | 5+4             | 4+0             | UCL+UEL            | 6+8                | 2+0                | -           | -           | -           | 58     | 10     |
| ago. 2015          | Celtic             | SP                 | 5          | 0          | SC+CdL          | 0               | 0               | UCL                | 5                  | 0                  | -           | -           | -           | 10     | 0      |
| Totale Celtic      | Totale Celtic      | Totale Celtic      | 76         | 9          |                 | 12              | 4               |                    | 27                 | 2                  |             | -           | -           | 115    | 15     |
| 2015-2016          | Southampton        | PL                 | 34         | 3          | FACup+CdL       | 1+3             | 0               | UEL                | 0                  | 0                  | -           | -           | -           | 38     | 3      |
| 2016-2017          | Southampton        | PL                 | 21         | 1          | FACup+CdL       | 1+2             | 1+0             | UEL                | 6                  | 2                  | -           | -           | -           | 30     | 4      |
| 2017-gen. 2018     | Southampton        | PL                 | 12         | 0          | FACup+CdL       | 0               | 0               | -                  | -                  | -                  | -           | -           | -           | 12     | 0      |
| Totale Southampton | Totale Southampton | Totale Southampton | 67         | 4          |                 | 7               | 1               |                    | 6                  | 2                  |             | -           | -           | 80     | 7      |
| gen.-giu. 2018     | Liverpool          | PL                 | 14         | 0          | FACup+CdL       | 2+0             | 1               | UCL                | 6                  | 0                  | -           | -           | -           | 22     | 1      |
| 2018-2019          | Liverpool          | PL                 | 38         | 4          | FACup+CdL       | 0               | 0               | UCL                | 12                 | 2                  | -           | -           | -           | 50     | 6      |
| 2019-2020          | Liverpool          | PL                 | 38         | 5          | FACup+CdL       | 1+0             | 0               | UCL                | 8                  | 0                  | CS+SU+Cmc   | 1+1+1       | 0           | 50     | 5      |
| 2020-2021          | Liverpool          | PL                 | 5          | 1          | FACup+CdL       | 0+2             | 0               | UCL                | 0                  | 0                  | CS          | 1           | 0           | 8      | 1      |
| 2021-2022          | Liverpool          | PL                 | 34         | 3          | FACup+CdL       | 5+3             | 0               | UCL                | 9                  | 0                  | -           | -           | -           | 51     | 3      |
| 2022-2023          | Liverpool          | PL                 | 32         | 3          | FACup+CdL       | 0               | 0               | UCL                | 8                  | 0                  | CS          | 1           | 0           | 41     | 3      |
| 2023-2024          | Liverpool          | PL                 | 36         | 2          | FACup+CdL       | 3+4             | 1+1             | UEL                | 5                  | 0                  | -           | -           | -           | 48     | 4      |
| 2024-2025          | Liverpool          | PL                 | 37         | 3          | FACup+CdL       | 0+3             | 0+1             | UCL                | 9                  | 1                  | -           | -           | -           | 49     | 5      |
| 2025-2026          | Liverpool          | PL                 | 1          | 0          | FACup+CdL       | 0               | 0               | UCL                | 0                  | 0                  | CS          | 1           | 0           | 2      | 0      |
| Totale Liverpool   | Totale Liverpool   | Totale Liverpool   | 235        | 21         |                 | 23              | 4               |                    | 57                 | 3                  |             | 6           | 0           | 321    | 28     |
| Totale carriera    | Totale carriera    | Totale carriera    | 440        | 41         |                 | 46              | 9               |                    | 90                 | 7                  |             | 6           | 0           | 582    | 57     |

### Cronologia presenze e reti in nazionale
| Cronologia completa delle presenze e delle reti in nazionale ― Paesi Bassi | Cronologia completa delle presenze e delle reti in nazionale ― Paesi Bassi | Cronologia completa delle presenze e delle reti in nazionale ― Paesi Bassi | Cronologia completa delle presenze e delle reti in nazionale ― Paesi Bassi | Cronologia completa delle presenze e delle reti in nazionale ― Paesi Bassi | Cronologia completa delle presenze e delle reti in nazionale ― Paesi Bassi | Cronologia completa delle presenze e delle reti in nazionale ― Paesi Bassi | Cronologia completa delle presenze e delle reti in nazionale ― Paesi Bassi |
| Data                                                                       | Città                                                                      | In casa                                                                    | Risultato                                                                  | Ospiti                                                                     | Competizione                                                               | Reti                                                                       | Note                                                                       |
| -------------------------------------------------------------------------- | -------------------------------------------------------------------------- | -------------------------------------------------------------------------- | -------------------------------------------------------------------------- | -------------------------------------------------------------------------- | -------------------------------------------------------------------------- | -------------------------------------------------------------------------- | -------------------------------------------------------------------------- |
| 10-10-2015                                                                 | Astana                                                                     | Kazakistan                                                                 | 1 – 2                                                                      | Paesi Bassi                                                                | Qual. Euro 2016                                                            | -                                                                          |                                                                            |
| 13-10-2015                                                                 | Amsterdam                                                                  | Paesi Bassi                                                                | 2 – 3                                                                      | Rep. Ceca                                                                  | Qual. Euro 2016                                                            | -                                                                          | 64’                                                                        |
| 13-11-2015                                                                 | Cardiff                                                                    | Galles                                                                     | 2 – 3                                                                      | Paesi Bassi                                                                | Amichevole                                                                 | -                                                                          | 46’                                                                        |
| 25-3-2016                                                                  | Amsterdam                                                                  | Paesi Bassi                                                                | 2 – 3                                                                      | Francia                                                                    | Amichevole                                                                 | -                                                                          | 46’                                                                        |
| 27-5-2016                                                                  | Dublino                                                                    | Irlanda                                                                    | 1 – 1                                                                      | Paesi Bassi                                                                | Amichevole                                                                 | -                                                                          |                                                                            |
| 1-6-2016                                                                   | Danzica                                                                    | Polonia                                                                    | 1 – 2                                                                      | Paesi Bassi                                                                | Amichevole                                                                 | -                                                                          |                                                                            |
| 4-6-2016                                                                   | Vienna                                                                     | Austria                                                                    | 0 – 2                                                                      | Paesi Bassi                                                                | Amichevole                                                                 | -                                                                          |                                                                            |
| 6-9-2016                                                                   | Solna                                                                      | Svezia                                                                     | 1 – 1                                                                      | Paesi Bassi                                                                | Qual. Mondiali 2018                                                        | -                                                                          | 50’                                                                        |
| 7-10-2016                                                                  | Rotterdam                                                                  | Paesi Bassi                                                                | 4 – 1                                                                      | Bielorussia                                                                | Qual. Mondiali 2018                                                        | -                                                                          |                                                                            |
| 10-10-2016                                                                 | Amsterdam                                                                  | Paesi Bassi                                                                | 0 – 1                                                                      | Francia                                                                    | Qual. Mondiali 2018                                                        | -                                                                          |                                                                            |
| 9-11-2016                                                                  | Amsterdam                                                                  | Paesi Bassi                                                                | 1 – 1                                                                      | Belgio                                                                     | Amichevole                                                                 | -                                                                          |                                                                            |
| 13-11-2016                                                                 | Lussemburgo                                                                | Lussemburgo                                                                | 1 – 3                                                                      | Paesi Bassi                                                                | Qual. Mondiali 2018                                                        | -                                                                          |                                                                            |
| 7-10-2017                                                                  | Borisov                                                                    | Bielorussia                                                                | 1 – 3                                                                      | Paesi Bassi                                                                | Qual. Mondiali 2018                                                        | -                                                                          |                                                                            |
| 10-10-2017                                                                 | Amsterdam                                                                  | Paesi Bassi                                                                | 2 – 0                                                                      | Svezia                                                                     | Qual. Mondiali 2018                                                        | -                                                                          | Cap.                                                                       |
| 9-11-2017                                                                  | Aberdeen                                                                   | Scozia                                                                     | 0 – 1                                                                      | Paesi Bassi                                                                | Amichevole                                                                 | -                                                                          |                                                                            |
| 14-11-2017                                                                 | Bucarest                                                                   | Romania                                                                    | 0 – 3                                                                      | Paesi Bassi                                                                | Amichevole                                                                 | -                                                                          |                                                                            |
| 23-3-2018                                                                  | Amsterdam                                                                  | Paesi Bassi                                                                | 0 – 1                                                                      | Inghilterra                                                                | Amichevole                                                                 | -                                                                          | Cap.                                                                       |
| 26-3-2018                                                                  | Ginevra                                                                    | Paesi Bassi                                                                | 3 – 0                                                                      | Portogallo                                                                 | Amichevole                                                                 | 1                                                                          | Cap.                                                                       |
| 4-6-2018                                                                   | Torino                                                                     | Italia                                                                     | 1 – 1                                                                      | Paesi Bassi                                                                | Amichevole                                                                 | -                                                                          | Cap.                                                                       |
| 6-9-2018                                                                   | Amsterdam                                                                  | Paesi Bassi                                                                | 2 – 1                                                                      | Perù                                                                       | Amichevole                                                                 | -                                                                          |                                                                            |
| 9-9-2018                                                                   | Parigi                                                                     | Francia                                                                    | 2 – 1                                                                      | Paesi Bassi                                                                | UEFA Nations League 2018-2019 - 1º turno                                   | -                                                                          | Cap.                                                                       |
| 13-10-2018                                                                 | Amsterdam                                                                  | Paesi Bassi                                                                | 3 – 0                                                                      | Germania                                                                   | UEFA Nations League 2018-2019 - 1º turno                                   | 1                                                                          | Cap.                                                                       |
| 16-11-2018                                                                 | Rotterdam                                                                  | Paesi Bassi                                                                | 2 – 0                                                                      | Francia                                                                    | UEFA Nations League 2018-2019 - 1º turno                                   | -                                                                          | Cap.                                                                       |
| 19-11-2018                                                                 | Gelsenkirchen                                                              | Germania                                                                   | 2 – 2                                                                      | Paesi Bassi                                                                | UEFA Nations League 2018-2019 - 1º turno                                   | 1                                                                          | Cap.                                                                       |
| 21-3-2019                                                                  | Rotterdam                                                                  | Paesi Bassi                                                                | 4 – 0                                                                      | Bielorussia                                                                | Qual. Euro 2020                                                            | 1                                                                          | Cap.                                                                       |
| 24-3-2019                                                                  | Amsterdam                                                                  | Paesi Bassi                                                                | 2 – 3                                                                      | Germania                                                                   | Qual. Euro 2020                                                            | -                                                                          | Cap.                                                                       |
| 6-6-2019                                                                   | Guimarães                                                                  | Paesi Bassi                                                                | 3 – 1 dts                                                                  | Inghilterra                                                                | UEFA Nations League 2018-2019 - Semifinale                                 | -                                                                          | Cap.                                                                       |
| 9-6-2019                                                                   | Porto                                                                      | Portogallo                                                                 | 1 – 0                                                                      | Paesi Bassi                                                                | UEFA Nations League 2018-2019 - Finale                                     | -                                                                          | Cap. 90+1’                                                                 |
| 6-9-2019                                                                   | Amburgo                                                                    | Germania                                                                   | 2 – 4                                                                      | Paesi Bassi                                                                | Qual. Euro 2020                                                            | -                                                                          | Cap.                                                                       |
| 9-9-2019                                                                   | Tallinn                                                                    | Estonia                                                                    | 0 – 4                                                                      | Paesi Bassi                                                                | Qual. Euro 2020                                                            | -                                                                          | Cap.                                                                       |
| 10-10-2019                                                                 | Rotterdam                                                                  | Paesi Bassi                                                                | 3 – 1                                                                      | Irlanda del Nord                                                           | Qual. Euro 2020                                                            | -                                                                          | Cap.                                                                       |
| 13-10-2019                                                                 | Minsk                                                                      | Bielorussia                                                                | 1 – 2                                                                      | Paesi Bassi                                                                | Qual. Euro 2020                                                            | -                                                                          | Cap.                                                                       |
| 16-11-2019                                                                 | Belfast                                                                    | Irlanda del Nord                                                           | 0 – 0                                                                      | Paesi Bassi                                                                | Qual. Euro 2020                                                            | -                                                                          | Cap.                                                                       |
| 4-9-2020                                                                   | Amsterdam                                                                  | Paesi Bassi                                                                | 1 – 0                                                                      | Polonia                                                                    | UEFA Nations League 2020-2021 - 1º turno                                   | -                                                                          | Cap.                                                                       |
| 7-9-2020                                                                   | Amsterdam                                                                  | Paesi Bassi                                                                | 0 – 1                                                                      | Italia                                                                     | UEFA Nations League 2020-2021 - 1º turno                                   | -                                                                          | Cap.                                                                       |
| 7-10-2020                                                                  | Amsterdam                                                                  | Paesi Bassi                                                                | 0 – 1                                                                      | Messico                                                                    | Amichevole                                                                 | -                                                                          | Cap. 46’                                                                   |
| 11-10-2020                                                                 | Zenica                                                                     | Bosnia ed Erzegovina                                                       | 0 – 0                                                                      | Paesi Bassi                                                                | UEFA Nations League 2020-2021 - 1º turno                                   | -                                                                          | Cap.                                                                       |
| 14-10-2020                                                                 | Bergamo                                                                    | Italia                                                                     | 1 – 1                                                                      | Paesi Bassi                                                                | UEFA Nations League 2020-2021 - 1º turno                                   | -                                                                          | Cap.                                                                       |
| 1-9-2021                                                                   | Oslo                                                                       | Norvegia                                                                   | 1 – 1                                                                      | Paesi Bassi                                                                | Qual. Mondiali 2022                                                        | -                                                                          | Cap.                                                                       |
| 7-9-2021                                                                   | Amsterdam                                                                  | Paesi Bassi                                                                | 6 – 1                                                                      | Turchia                                                                    | Qual. Mondiali 2022                                                        | -                                                                          | Cap. 78’                                                                   |
| 8-10-2021                                                                  | Riga                                                                       | Lettonia                                                                   | 0 – 1                                                                      | Paesi Bassi                                                                | Qual. Mondiali 2022                                                        | -                                                                          | Cap.                                                                       |
| 11-10-2021                                                                 | Rotterdam                                                                  | Paesi Bassi                                                                | 6 – 0                                                                      | Gibilterra                                                                 | Qual. Mondiali 2022                                                        | 1                                                                          | Cap.                                                                       |
| 13-11-2021                                                                 | Podgorica                                                                  | Montenegro                                                                 | 2 – 2                                                                      | Paesi Bassi                                                                | Qual. Mondiali 2022                                                        | -                                                                          | Cap.                                                                       |
| 16-11-2021                                                                 | Rotterdam                                                                  | Paesi Bassi                                                                | 2 – 0                                                                      | Norvegia                                                                   | Qual. Mondiali 2022                                                        | -                                                                          | Cap.                                                                       |
| 26-3-2022                                                                  | Amsterdam                                                                  | Paesi Bassi                                                                | 4 – 2                                                                      | Danimarca                                                                  | Amichevole                                                                 | -                                                                          | Cap.                                                                       |
| 29-3-2022                                                                  | Amsterdam                                                                  | Paesi Bassi                                                                | 1 – 1                                                                      | Germania                                                                   | Amichevole                                                                 | -                                                                          | Cap.                                                                       |
| 3-6-2022                                                                   | Bruxelles                                                                  | Belgio                                                                     | 1 – 4                                                                      | Paesi Bassi                                                                | UEFA Nations League 2022-2023 - 1º turno                                   | -                                                                          | Cap.                                                                       |
| 22-9-2022                                                                  | Varsavia                                                                   | Polonia                                                                    | 0 – 2                                                                      | Paesi Bassi                                                                | UEFA Nations League 2022-2023 - 1º turno                                   | -                                                                          | Cap.                                                                       |
| 25-9-2022                                                                  | Amsterdam                                                                  | Paesi Bassi                                                                | 1 – 0                                                                      | Belgio                                                                     | UEFA Nations League 2022-2023 - 1º turno                                   | 1                                                                          | Cap.                                                                       |
| 21-11-2022                                                                 | Doha                                                                       | Senegal                                                                    | 0 – 2                                                                      | Paesi Bassi                                                                | Mondiali 2022 - 1º turno                                                   | -                                                                          | Cap.                                                                       |
| 25-11-2022                                                                 | Al Rayyan                                                                  | Paesi Bassi                                                                | 1 – 1                                                                      | Ecuador                                                                    | Mondiali 2022 - 1º turno                                                   | -                                                                          | Cap.                                                                       |
| 29-11-2022                                                                 | Al Khawr                                                                   | Paesi Bassi                                                                | 2 – 0                                                                      | Qatar                                                                      | Mondiali 2022 - 1º turno                                                   | -                                                                          | Cap.                                                                       |
| 3-12-2022                                                                  | Al Rayyan                                                                  | Paesi Bassi                                                                | 3 – 1                                                                      | Stati Uniti                                                                | Mondiali 2022 - Ottavi di finale                                           | -                                                                          | Cap.                                                                       |
| 9-12-2022                                                                  | Lusail                                                                     | Paesi Bassi                                                                | 2 – 2 dts (3 – 4 dtr)                                                      | Argentina                                                                  | Mondiali 2022 - Quarti di finale                                           | -                                                                          | Cap.                                                                       |
| 24-3-2023                                                                  | Saint-Denis                                                                | Francia                                                                    | 4 – 0                                                                      | Paesi Bassi                                                                | Qual. Euro 2024                                                            | -                                                                          | Cap.                                                                       |
| 27-3-2023                                                                  | Rotterdam                                                                  | Paesi Bassi                                                                | 3 – 0                                                                      | Gibilterra                                                                 | Qual. Euro 2024                                                            | -                                                                          | Cap.                                                                       |
| 14-6-2023                                                                  | Rotterdam                                                                  | Paesi Bassi                                                                | 2 – 4 dts                                                                  | Croazia                                                                    | UEFA Nations League 2022-2023 - Semifinale                                 | -                                                                          | Cap.                                                                       |
| 18-6-2023                                                                  | Enschede                                                                   | Paesi Bassi                                                                | 2 – 3                                                                      | Italia                                                                     | UEFA Nations League 2022-2023 - Finale 3º posto                            | -                                                                          | Cap.                                                                       |
| 7-9-2023                                                                   | Eindhoven                                                                  | Paesi Bassi                                                                | 3 – 0                                                                      | Grecia                                                                     | Qual. Euro 2024                                                            | -                                                                          | Cap. 90+1’                                                                 |
| 10-9-2023                                                                  | Dublino                                                                    | Irlanda                                                                    | 1 – 2                                                                      | Paesi Bassi                                                                | Qual. Euro 2024                                                            | -                                                                          | Cap.                                                                       |
| 13-10-2023                                                                 | Eindhoven                                                                  | Paesi Bassi                                                                | 1 – 2                                                                      | Francia                                                                    | Qual. Euro 2024                                                            | -                                                                          | Cap.                                                                       |
| 16-10-2023                                                                 | Atene                                                                      | Grecia                                                                     | 0 – 1                                                                      | Paesi Bassi                                                                | Qual. Euro 2024                                                            | 1                                                                          | Cap.                                                                       |
| 18-11-2023                                                                 | Amsterdam                                                                  | Paesi Bassi                                                                | 1 – 0                                                                      | Irlanda                                                                    | Qual. Euro 2024                                                            | -                                                                          | Cap.                                                                       |
| 21-11-2023                                                                 | Faro                                                                       | Gibilterra                                                                 | 0 – 6                                                                      | Paesi Bassi                                                                | Qual. Euro 2024                                                            | -                                                                          | Cap. 46’                                                                   |
| 22-3-2024                                                                  | Amsterdam                                                                  | Paesi Bassi                                                                | 4 – 0                                                                      | Scozia                                                                     | Amichevole                                                                 | -                                                                          | Cap.                                                                       |
| 26-3-2024                                                                  | Francoforte sul Meno                                                       | Germania                                                                   | 2 – 1                                                                      | Paesi Bassi                                                                | Amichevole                                                                 | -                                                                          | Cap. 66’                                                                   |
| 6-6-2024                                                                   | Rotterdam                                                                  | Paesi Bassi                                                                | 4 – 0                                                                      | Canada                                                                     | Amichevole                                                                 | 1                                                                          | 72’                                                                        |
| 10-6-2024                                                                  | Rotterdam                                                                  | Paesi Bassi                                                                | 4 – 0                                                                      | Islanda                                                                    | Amichevole                                                                 | 1                                                                          | Cap.                                                                       |
| 16-6-2024                                                                  | Amburgo                                                                    | Polonia                                                                    | 1 – 2                                                                      | Paesi Bassi                                                                | Euro 2024 - 1º turno                                                       | -                                                                          | Cap.                                                                       |
| 21-6-2024                                                                  | Lipsia                                                                     | Paesi Bassi                                                                | 0 – 0                                                                      | Francia                                                                    | Euro 2024 - 1º turno                                                       | -                                                                          | Cap.                                                                       |
| 25-6-2024                                                                  | Berlino                                                                    | Paesi Bassi                                                                | 2 – 3                                                                      | Austria                                                                    | Euro 2024 - 1º turno                                                       | -                                                                          | Cap.                                                                       |
| 2-7-2024                                                                   | Monaco di Baviera                                                          | Romania                                                                    | 0 – 3                                                                      | Paesi Bassi                                                                | Euro 2024 - Ottavi di finale                                               | -                                                                          | Cap.                                                                       |
| 6-7-2024                                                                   | Berlino                                                                    | Paesi Bassi                                                                | 2 – 1                                                                      | Turchia                                                                    | Euro 2024 - Quarti di finale                                               | -                                                                          | Cap. 64’                                                                   |
| 10-7-2024                                                                  | Dortmund                                                                   | Paesi Bassi                                                                | 1 – 2                                                                      | Inghilterra                                                                | Euro 2024 - Semifinale                                                     | -                                                                          | Cap. 87’                                                                   |
| 7-9-2024                                                                   | Eindhoven                                                                  | Paesi Bassi                                                                | 5 – 2                                                                      | Bosnia ed Erzegovina                                                       | UEFA Nations League 2024-2025 - 1º turno                                   | -                                                                          | Cap.                                                                       |
| 10-9-2024                                                                  | Amsterdam                                                                  | Paesi Bassi                                                                | 2 – 2                                                                      | Germania                                                                   | UEFA Nations League 2024-2025 - 1º turno                                   | -                                                                          | Cap.                                                                       |
| 11-10-2024                                                                 | Budapest                                                                   | Ungheria                                                                   | 1 – 1                                                                      | Paesi Bassi                                                                | UEFA Nations League 2024-2025 - 1º turno                                   | -                                                                          | Cap. 76’, 79’                                                              |
| 16-11-2024                                                                 | Amsterdam                                                                  | Paesi Bassi                                                                | 4 – 0                                                                      | Ungheria                                                                   | UEFA Nations League 2024-2025 - 1º turno                                   | -                                                                          | Cap.                                                                       |
| 20-3-2025                                                                  | Rotterdam                                                                  | Paesi Bassi                                                                | 2 – 2                                                                      | Spagna                                                                     | UEFA Nations League 2024-2025 - Quarti di finale                           | -                                                                          | cap. 79’                                                                   |
| 23-3-2025                                                                  | Valencia                                                                   | Spagna                                                                     | 3 – 3 dts (5 – 4 dtr)                                                      | Paesi Bassi                                                                | UEFA Nations League 2024-2025 - Quarti di finale                           | -                                                                          | cap.                                                                       |
| 7-6-2025                                                                   | Helsinki                                                                   | Finlandia                                                                  | 0 – 2                                                                      | Paesi Bassi                                                                | Qual. Mondiali 2026                                                        | -                                                                          | cap.                                                                       |
| 10-6-2025                                                                  | Groninga                                                                   | Paesi Bassi                                                                | 8 – 0                                                                      | Malta                                                                      | Qual. Mondiali 2026                                                        | 1                                                                          | cap.                                                                       |
| Totale                                                                     |                                                                            | Presenze                                                                   | 82                                                                         |                                                                            | Reti                                                                       | 10                                                                         |                                                                            |

## Palmarès

### Club

#### Competizioni nazionali
- Campionato scozzese: 2

Celtic: 2013-2014, 2014-2015
- Coppa di Lega scozzese: 1

Celtic: 2014-2015
- Campionato inglese: 2

Liverpool: 2019-2020, 2024-2025
- Coppa di Lega inglese: 2

Liverpool: 2021-2022, 2023-2024
- Coppa d'Inghilterra: 1

Liverpool: 2021-2022
- Community Shield: 1

Liverpool: 2022

#### Competizioni internazionali
- UEFA Champions League: 1

Liverpool: 2018-2019
- Supercoppa UEFA: 1

Liverpool: 2019
- Coppa del mondo per club: 1

Liverpool: 2019

### Individuale
- PFA Scotland Team of the Year: 2

2013-2014, 2014-2015
- Squadra della stagione della UEFA Champions League: 4

2017-2018, 2018-2019, 2019-2020, 2021-2022
- Squadra dell'anno UEFA: 3

2018, 2019, 2020
- Squadra ideale della fase finale della UEFA Nations League: 1

2018-2019
- PFA Players' Player of the Year: 1

2018-2019
- PFA Premier League Team of the Year: 4

2018-2019, 2019-2020, 2021-2022, 2024-2025
- UEFA Men's Player of the Year: 1

2018-2019
- UEFA Club Football Awards: 1

Miglior difensore: 2018-2019
- FIFA FIFPro World XI: 4

2019, 2020, 2022, 2024
- Squadra maschile dell'anno IFFHS: 3

2019, 2020, 2022
- Squadra maschile del decennio 2011-2020 IFFHS: 1

2020